# Unterhaching
Unterhaching (26 079 abitanti) è una città dell'Alta Baviera situata nel circondario di Monaco di Baviera e sobborgo meridionale del capoluogo bavarese.

## Sport
Ad Unterhaching ha sede il SpVgg Unterhaching, società di calcio che attualmente milita nella terza divisione tedesca, ma che a inizio secolo disputò anche due stagioni in Bundesliga (1999-2000 e 2000-2001).
La società sportiva Unterhaching SpVgg ha anche una squadra di bob, di cui fecero parte diversi campioni europei e mondiali tra i quali l'olimpionico Christoph Langen.
A Unterhaching ha inoltre sede anche la squadra di pallavolo TSV Unterhaching, che attualmente si trova in prima divisione.

## Amministrazione

### Gemellaggi[2]
- Le Vésinet, dal 1978
- Bischofshofen, dal 1979
- Adeje, dal 1989
- Witney, dal 1990[3]
- Żywiec, dal 1995
- Dallgow-Döberitz